# Dorotheenstadt
Dorotheenstadt (littéralement : « Dorothéeville ») est un quartier historique du centre-ville Berlin, dans le quartier administratif de Mitte. L'ancien faubourg fondé en 1674 fut dénommé d'après Sophie-Dorothée de Schleswig-Holstein-Sonderbourg-Glücksbourg, la seconde épouse du « Grand Électeur » Frédéric-Guillaume Ier de Brandebourg.

## Description
Le quartier s'étend sur les deux côtés de la Dorotheenstraße, à l'ouest de l'ancienne forteresse de Berlin, du Kupfergraben et du Friedrichswerder jusqu'au Großer Tiergarten. Il est délimité au nord par la rivière Sprée et au sud par la Behrenstraße. Il est limitrophe, au sud, avec la Friedrichstadt.
C'est dans ce quartier que se trouvent les fameux Unter den Linden, la Pariser Platz (avec l'ambassade de France), et la porte de Brandebourg. 

## Historique

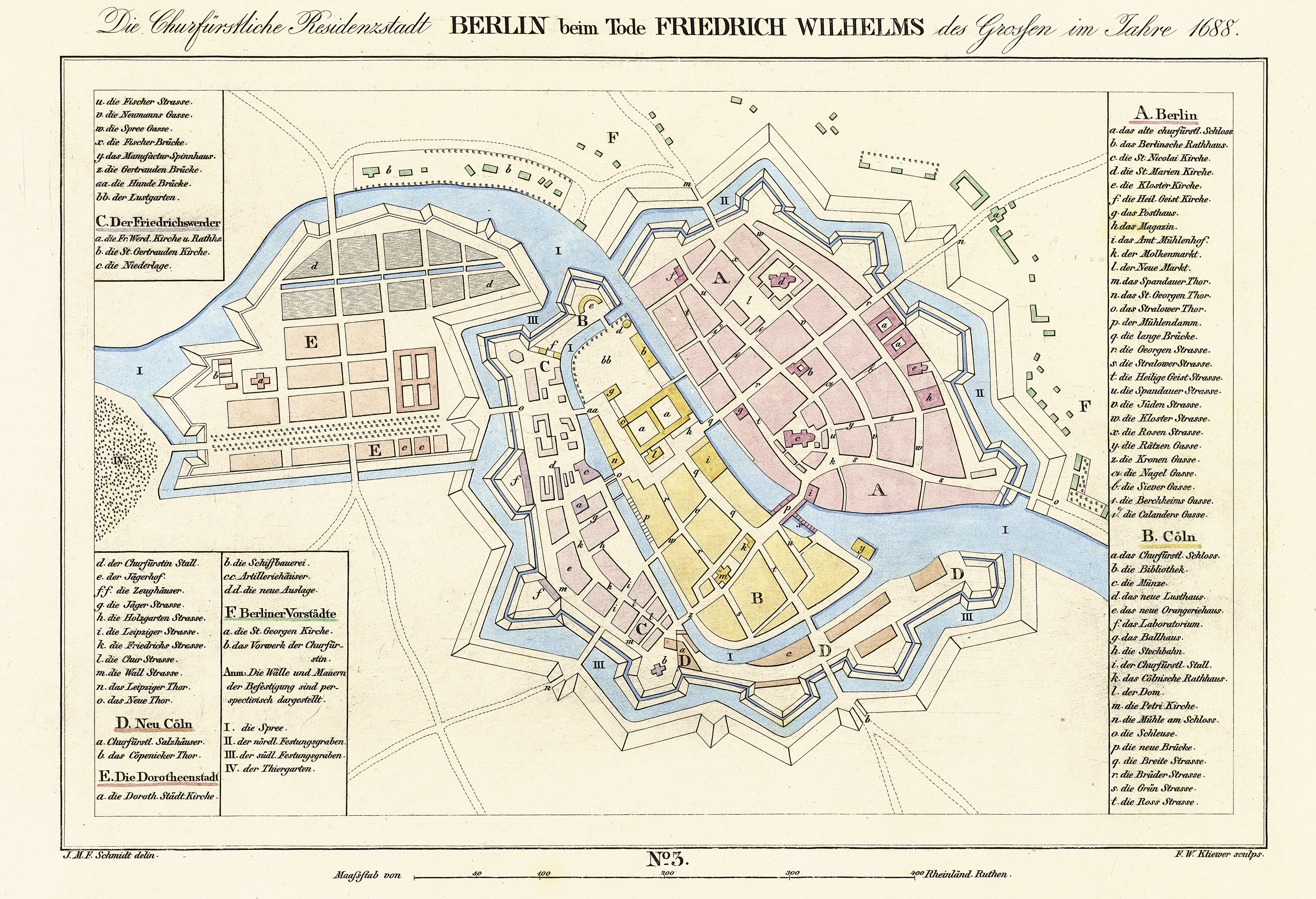
Dorotheenstadt en 1688, à gauche sur la carte (E).

En 1670, le manoir de Tiergarten à l'extérieur de la forteresse de Berlin a été offert à Sophie-Dorothée de Schleswig-Holstein-Sonderbourg-Glücksbourg (1636-1689) par son mari, le « Grand Électeur » Frédéric-Guillaume Ier de Brandebourg. L'électrice, futée et douée d'un talent pour les affaires, fit lotir le terrain pour servir d'expansion urbaine. Le 2 janvier 1674 le lieu nommé Neustadt a reçu les droits de ville ; en 1681, la cité fut renommée Dorotheenstadt. 
En 1710, la Dorotheenstadt, les villes de Berlin (Alt-Berlin), Cölln, ainsi que les autres faubourgs baroques de Friedrichstadt et Friedrichswerder furent regroupés au sein de la « ville royale et capitale de Berlin » (königliche Haupt- und Residenzstadt Berlin). Au XVIIIe siècle, l'ensemble des constructions en surface fut agrandi s'étendant jsuqu'à la porte de Brandebourg à l'ouest. Le boulevard Unter den Linden a été étendu progressivement de 1674 jusqu'á 1737. L'ouverture de la gare de Berlin Friedrichstraße sur la Stadtbahn, en 1882, marque le caractère du nord du quartier à ce jour.

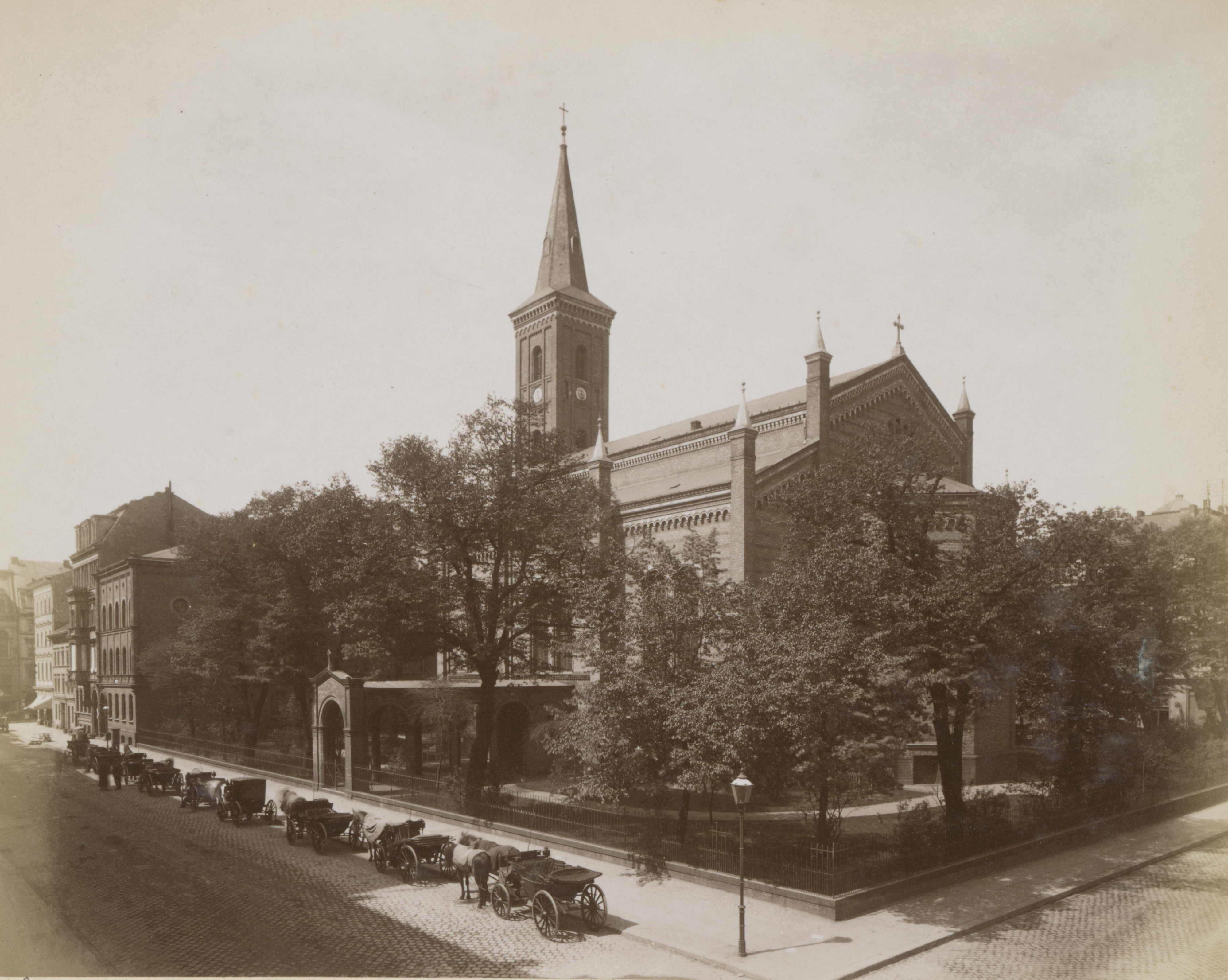
Église paroissiale de la Dorotheenstadt, vers 1890.

Par la loi du Grand Berlin, promulguée en 1920, le quartier fut incorporé dans le nouveau district de Mitte. Le bombardement de Berlin pendant la Seconde Guerre mondiale et les combats urbains de la bataille de Berlin ont entraîné une destruction massive de la zone. Durant l'époque de la RDA déjà, certaines demeures historiques ont été rénovées, dont le palais du Prince Henri (le siège principal de l'université Humboldt), le Staatsoper Unter den Linden et l'Alte Bibliothek. 